# Belted magnum

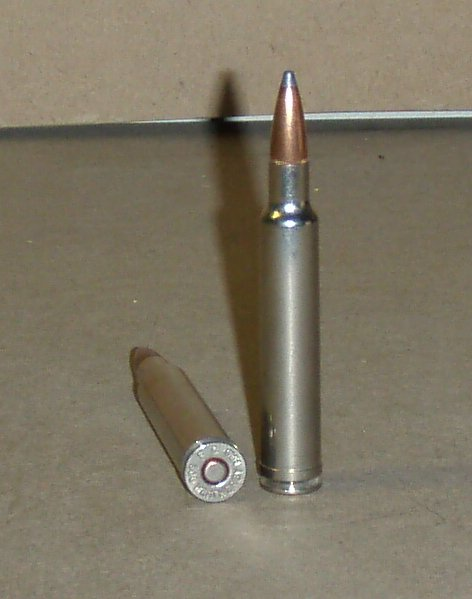
La ceinture (belt en anglais) est visible en bas de la munition de droite

Le terme belted magnum (également appelé belted case) se réfère à n’importe quel calibre de cartouche, généralement pour fusils, utilisant une douille avec une « ceinture » visible à la base et qui continue de 2 à 4 mm au-delà de la gorge ménagée pour l’extracteur.

## Histoire
Cette conception a débuté avec le fabricant d’armes britannique Holland & Holland qui souhaitait agrandir certaines de leurs cartouches plus puissantes. Le but était de fournir un contrôle plus précis de la munition depuis la ceinture, tout en facilitant l'extraction de la douille. Ceci était souhaitable lors de la chasse au gibier dangereux notamment, avec la nécessité d'un second tir rapide. Ça l'était également lors de l'utilisation des carabines de manière non épaulée, car le risque étaient que les cartouches magnum soient poussées trop loin dans la chambre et que cela cause une défaillance catastrophique de l'arme lors d'un tir, la munition ayant un jeu à la feuillure trop important ; l’ajout d'une  « ceinture » a donc empêché cette insertion excessive.
Un exemple d’une adaptation américaine de cette pratique est visible avec la munition lourde 458 Winchester Magnum. Beaucoup de cartouches magnum étaient basées sur la cartouche .375 H&H Magnum, donc au fil du temps la ceinture devint un attribut normalisé, attendu comme faisant partie d'une cartouche magnum. Beaucoup de conceptions de cartouches du siècle dernier incluaient cette ceinture sans la nécessiter réellement.
Ces derniers temps la tendance était pour les cartouches magnums sans ceinture, qui sont presque toutes des conceptions pour armes lourdes portées à l'épaule, ce qui évite ainsi la motivation originale du magnum ceinturé.